# Geis (Mythologie)
Geis, auch geiss, ges, Pl. gessi (oder geasa) sowie airmert, airmit (ar-bert, das „Darauftragen“) sind altirische Wörter, die ein irrationales Gebot oder Verbot im Gegensatz zur rationalen Rechtssatzung beschreiben. Im Walisischen wird es cynnedyf genannt. Man kann die geis mit dem Tabu vergleichen. Ähnliche Einschränkungen gab es auch in geringerem Umfang beim römischen und germanischen Sakralkönigtum, in Rom besonders auch bei den flamines.

## Beispiele kollektiver Ge- und Verbote
Zu unterscheiden sind kollektive und individuelle gessi. Zu den ersteren zählen z. B. Speisetabus: bei den Britanniern waren Hase, Huhn oder Gans (Caesar de bello gallico, V. 12), bei den Kaledoniern Fisch (Cassius Dio, LXVII 12), bei den Galatern Schweinefleisch (Pausanias, VII 17, 10) und bei den Iren Kranichfleisch verboten. Den Grabbeigaben nach zu schließen, sind diese gessi nicht überall lückenlos eingehalten worden. Ein weiteres Speisetabu für das alte Irland war, dass nach dem Verzehr von Pferdefleisch dreimal neun Tage lang kein Streitwagen bestiegen werden durfte.
Ein König (rí) durfte keinen körperlichen Makel haben; deshalb musste Nuada sein Amt aufgeben, als er in der Schlacht von Mag Tuired einen Arm verlor. Wenn er ungerecht war (gáu flathemon) oder die Unwahrheit sagte, traf seinen ganzen Stamm Unglück, wie z. B. völlige Unfruchtbarkeit von Menschen, Tieren und Natur. Deshalb wurde diese gáu flathemon in den altirischen Rechtstexten mit dem groben Terminus cacc for enech („Scheiße auf sein Gesicht/seine Ehre“) benannt. Der (Hoch-)König von Tara (County Meath) musste vor Sonnenaufgang sein Bett verlassen haben, keine Reise am Mittwoch in Mag Breg unterbrechen und in der Nacht nicht durch Mag Cuillin fahren. Der König von Leinster durfte nicht zwischen Dublin und dem Dodder River (Nebenfluss des Liffey) schlafen, neun Tage am Mag Cualann bleiben, am Montag über Belach Duiblinne reisen und den Kopf schief halten (!). Dem König von Connacht war es verboten, zu Samhain um den Königssitz Cruachain herumzugehen. Der König von Ulster durfte nicht das Fleisch des Stieres von Dáire mac Dáire essen oder bei Tageslicht aus dem Fluss Bó Nemid trinken.
Den Kriegern von Ulster war es untersagt, nach einem Unfall mit dem Streitwagen in den Kampf zu ziehen. Auch war es geis, vor dem König das Wort zu ergreifen, der König durfte seinerseits erst nach drei Druiden sprechen. Weiters durften die Ulter keine rote Mauer überklettern und ihr Streitwagen durfte Emain Macha nie seine linke Seite zuwenden.

## Beispiele individueller Ge- und Verbote
Für die keltischen Helden waren oft einander widersprechende gessi der Grund ihres Unterganges. Ein Feind musste sie nur in eine Situation bringen, in der der Heros entweder die eine oder die andere geis befolgen konnte, aber nicht beide zugleich.
- In „Kulhwch ac Olwen“ darf Cilydd erst wieder heiraten, wenn am Grabe seiner ersten Gattin Goleuddydd ein Rosenstock mit zwei Trieben gewachsen ist.
- In der gleichen Sage darf Cilydds Sohn Kulhwch wegen einer geis seiner Stiefmutter nur Olwen heiraten.
- Olwens Vater Ysbaddaden wird bei der Hochzeit seiner Tochter sterben müssen.
- Im „Vierten Zweig des Mabinogi“ Math fab Mathonwy hat der walisische König Math die Jungfrau Goewin als seine schöne Fußhalterin, denn der König kann nur existieren, „[...] wenn er seinen Fuß auf die Spalte setzte, die zwischen den Schenkeln einer Jungfrau klafft.“
- In derselben Sage wird Llew Llaw Gyffes von seiner Mutter Arianrhod mit den gessi belegt, dass nur sie ihm einen Namen und Waffen geben könne und dass er keine Menschenfrau heiraten dürfe.[8]
- König Conaire Mór durfte nie die neunte Nacht außerhalb Taras zubringen, in keinem Haus übernachten, dessen Herdfeuer in der Nacht nach außen leuchtet und in das man hineinsehen könne, zum Haus einer Rothaarigen dürfen ihm keine drei Roten vorausgehen usw.[9]
- Cú Chulainn hatte die gessi, kein Hundefleisch zu essen, aber auch an keinem Herd vorbeizugehen, ohne die Speise zu kosten, die man ihm anbot (siehe auch Aided Chon Culainn [„Der Tod Cú Chulainns“]).
- Cú Chulainns Sohn Connla durfte niemals durch einen Einzelnen vom Weg abgebracht werden, niemals einem Einzelnen seinen Namen verraten und niemals einen Zweikampf verweigern (siehe auch Aided Oenfir Aífe [„Der Tod von Aífes einzigem Sohn“]).
- Fionn mac Cumhaill war es verboten, Rotwild (Hirsche, Rehe) zu jagen oder zu verzehren.
- Fergus mac Róich durfte kein Bier ausschlagen, das ihm angeboten wurde.
- Fergus mac Léite durfte niemals im Wasser des Lough Rudraige tauchen (siehe auch Echtra Fergusa maic Léte [„Das Abenteuer von Fergus ma Léite“]).
- Fothad Canainne musste beim Biertrinken immer die Köpfe dreier erschlagener Gegner dabei haben.
- Caier mac Guthair, König von Connacht, musste immer ein bestimmtes Messer bei sich tragen.
- Conall Cernach hatte an jeder durchquerten Furt zu warten, bis das Wasser wieder klar war.
- Cormac Connloinges durfte über kein Joch aus Eschenholz fahren oder den Klang einer bestimmten Harfe hören.
- Der Ulter Großbauer Blaí Briugu musste jede Frau beschlafen, die ohne Gatten bei ihm übernachtete.[1]